# Ниписсинг 10
Ниписсинг 10 (англ. Nipissing 10) — индейская резервация, расположенная в юго-восточной части провинции Онтарио, Канада. Является единственной резервацией племени ниписсинги.

## История
Первый контакт европейцев с ниписсингами произошёл в 1615 году в окрестностях озера Ниписсинг.  К 1661 году, из-за постоянных нападений ирокезов, ниписсинги поселились на северном берегу Верхнего озера. После заключения мира с ирокезами они стали возвращаться на свои территории. В начале XVIII века  французы убедили 250 ниписсингов и около 100 алгонкинов поселиться вместе с 300 христианами-мохоками, живущими в миссионерской деревне сульпициан к западу от Монреаля. В результате этого, ниписсинги стали частью индейского союза, известного как Семь наций Канады. Они оставались верными союзниками Новой Франции до окончания Семилетней войны, а затем подписали мирный договор с Британией.
В 1850 году ниписсинги подписали договор Робинсона с канадскими представителями британской короны. Перед лицом растущего вторжения белых поселенцев они хотели подтвердить свои права на северные берега озера Ниписсинг и его основные водные пути. Результатом договора стала индейская резервация Ниписсинг 10.
В 2013 году ниписсинги проголосовали за принятие предложения в размере 124 миллионов долларов от канадского правительства в качестве урегулирования земельных претензий, которое отражало обоснованность исследований индейцев о том, что граница Ниписсинг 10 была неправильно установлена после договора Робинсона. Ошибка привела к меньшей территории резервации, чем было согласовано.

## География
Резервация расположена в провинции Онтарио в округе Ниписсинг, на северном берегу озера Ниписсинг, примерно в 320 километрах к северу от города Торонто. Сухопутная часть Ниписсинг 10 простирается более чем на 30 километров между городом Норт-Бей на востоке и муниципалитетом Уэст-Ниписсинг на западе. В резервации находятся 11 общин: Гарден-Виллидж, Ветеранс-Лейн, Москито-Крик, Джоко-Пойнт, Парадиз-Пойнт, Мидоусайд, Бокадж, Бокадж-Виллидж, Серенити-Лейн, Йеллек и Дюшене.
Общая площадь резервации составляет 61,22 км². Административным центром резервации является сообщество Гарден-Виллидж.

## Демография
В 2016 году в Ниписсинг 10 проживало 1585 человек, население по возрастному диапазону распределилось следующим образом: 22 % — жители младше 18 лет, 65,1 % от 18 до 64 лет и 12,9 % — в возрасте 65 лет и старше. 77,4 % населения резервации считало английский язык родным и использовало его дома, 13,2 % — французский язык, 6,3 % — язык оджибве и 3,1 % говорили на других языках или использовали несколько.
В 2021 году в Ниписсинг 10 проживало 1688 человек, плотность населения составляла 27,57 чел./км².